# Cuba en los Juegos Paralímpicos de Sídney 2000
Cuba estuvo representada en los Juegos Paralímpicos de Sídney 2000 por diez deportistas, nueve hombres y una mujer.

## Medallistas
El equipo paralímpico cubano obtuvo las siguientes medallas:
| Nombre              | Deporte   | Evento                          |
| ------------------- | --------- | ------------------------------- |
| Oro                 |           |                                 |
| Liudys Massó        | Atletismo | Disco F13 femenino              |
| Enrique Cepeda      | Atletismo | Salto de longitud F13 masculino |
| Sergio Arturo Pérez | Yudo      | –60 kg masculino                |
| Isao Rafael Cruz    | Yudo      | –81 kg masculino                |
| Plata               |           |                                 |
| Diosmani González   | Atletismo | 10 000 m T12 masculino          |
| Gustavo Ariosa      | Atletismo | Jabalina F54 masculino          |
| Bronce              |           |                                 |
| Diosmani González   | Atletismo | 5000 m T12 masculino            |
| Gustavo Ariosa      | Atletismo | Disco F54 masculino             |